# Tentyria gigas
Tentyria gigas es una especie de escarabajo del género Tentyria, tribu Tentyriini, familia Tenebrionidae. Fue descrita científicamente por Faldermann en 1836.

## Descripción
Mide 19,8 milímetros de longitud.

## Distribución
Se distribuye por Turkmenistán, Tayikistán, Kirguistán y Kazajistán.